# Jimmy Witherspoon
Jimmy Witherspoon (Gurdon, 8 agosto 1920 – 18 settembre 1997) è stato un cantante statunitense.

## Discografia parziale
- 1957: Wilbur De Paris Plays & Jimmy Witherspoon Sings New Orleans Blues (Atlantic)
- 1957: Goin' to Kansas City Blues (RCA Victor)
- 1959: Battle of the Blues, Vol. 3 (Deluxe)
- 1959: Feelin' the Spirit (HiFi Record)
- 1959: Jimmy Witherspoon (Crown)
- 1959: Jimmy Witherspoon & Jay McShann (Black Lion)
- 1959: Singin' the Blues (Blue Note)
- 1960: Jimmy Witherspoon Sings the Blues (Crown)
- 1961: Spoon (Collectables Records)
- 1961: There's Good Rockin' Tonight (World Pacific)
- 1962: A Spoonful of Blues (Ember)
- 1962: Hey, Mrs. Jones (Reprise)
- 1962: Roots (Reprise)
- 1963: Stormy Monday And Other Blues By Jimmy Witherspoon (Sutton)
- 1963: Evenin' Blues (Prestige)
- 1963: Blues Around the Clock (Prestige)
- 1964: Blue Spoon (Prestige)
- 1964: Some of My Best Friends Are the Blues (Prestige)
- 1965: Spoon in London (Prestige)
- 1966: Spoon Sings and Swings (Fontana)
- 1966: Blues for Easy Livers (Prestige)
- 1966: Blues for Spoon and Groove (Surrey)
- 1966: In Person (Verve)
- 1967: The Blues Is Now (Verve)
- 1968: Spoonful of Soul (Verve)
- 1969: Blues Singer (BluesWay)
- 1970: Handbags & Gladrags (ABC Music)
- 1970: Huhh (BluesWay)
- 1970: Ain't Nobody's Business with Dutch Swing College Band (DSC Records PA002)
- 1971: Guilty (United Artists Records)
- 1973: Groovin' & Spoonin' (Original Music)
- 1974: Jimmy Witherspoon & Ben Webster (Verve)
- 1975: Love Is a Five Letter Word (Rhino)
- 1975: Spoonful Avenue (Rhino)
- 1976: Live: Jimmy Witherspoon & Robben Ford (Rhino)
- 1976: Live Crosscut (Germany)
- 1980: Jimmy Witherspoon with Panama Francis & the Savoy Sultans Sings the Blues (Muse)
- 1980: Spoon's Life (Evidence)
- 1980: Spoon in Australia (Jazzis)
- 1981: Big Blues (JSP)
- 1985: Patcha, Patcha, All Night Long (Pablo)
- 1986: Midnight Lady Called the Blues (Muse)
- 1988: Rockin' L.A. (Fantasy)
- 1989: Spoon Concerts (Fantasy)
- 1991: Call Me Baby (Night Train)
- 1992: Live at the Notodden Festival (Blue Rock'It)
- 1992: The Blues, the Whole Blues & Nothing But the ... (Indigo)
- 1993: Hot Licks: Ain't Nobody's Business (Sound Solutions)
- 1993: Blowin' In From Kansas City (Ace)
- 1994: Amazing Grace (Delta Distribution)
- 1995: Taste of Swing Time (Tuff City Records)
- 1995: American Blues (Rhino)
- 1996: Live at the Mint (Private Music)
- 1996: Spoon & Groove (Rykodisc)
- 1997: Tougher Than Tough (Blue Moon)
- 1997: Jimmy Witherspoon with the Junior Mance Trio (Stony Plain)